# Le Petit Pêcheur de San Francisco

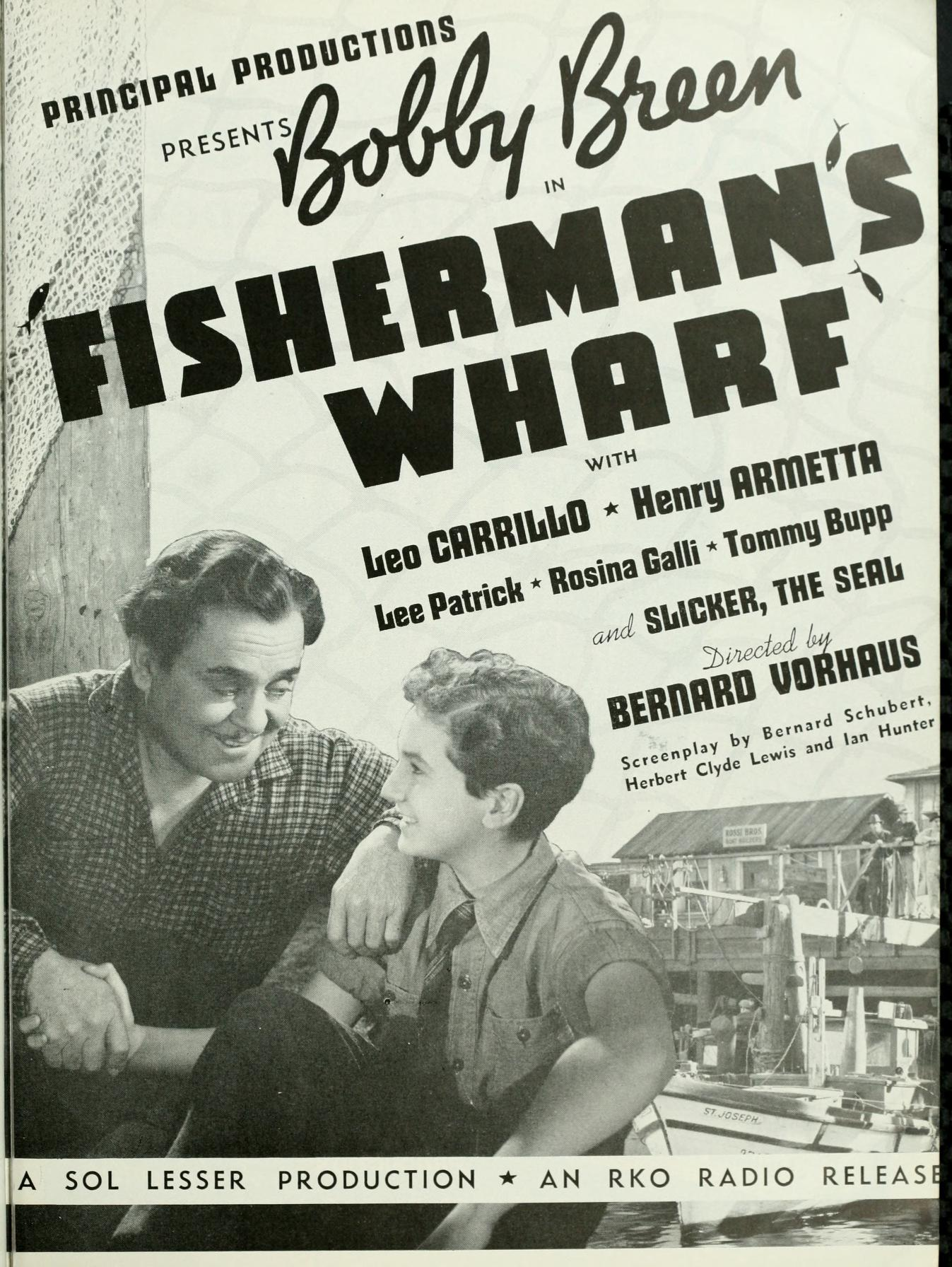
Annonce pour le film.

Le Petit Pêcheur de San Francisco (Fisherman's Wharf) est un film américain réalisé par Bernard Vorhaus, sorti en 1939.

## Synopsis
Carlo Roma, un pêcheur italien de San Francisco, a une famille heureuse composée de son fils adoptif Tony, de son assistant Beppo, de leur gouvernante Angelina et de leur phoque domestique Julius. Le bonheur  de la famille est perturbé lorsque Stella, la belle-sœur veuve de Carlo, arrive avec son jeune fils Rudolph. Stella piège Carlo, qui a réussi financièrement, et commence ensuite à aliéner peu à peu sa famille. Sa première victime est le phoque Julius, qu'elle bannit de la maison. Ensuite, elle vexe l'affable Beppo, le faisant se sentir indésirable dans la maison. Puis, après avoir décidé que Carlo ne gagne pas assez d'argent avec ses trois bateaux, Stella suggère qu'il rétrograde ses trois assistants, Beppo, Luigi et Pietro, du rang d'associés à celui de travailleurs rémunérés, et en conséquence, ils quittent Carlo pour travailler à leur compte. Angelina est la prochaine cible, mais elle épouse Beppo.

## Fiche technique
- Titre original : Fisherman's Wharf
- Réalisation : Bernard Vorhaus
- Scénario : Bernard Schubert, Ian McLellan Hunter, Herbert Clyde Lewis
- Producteur : Sol Lesser
- Photographie : Charles Schoenbaum, William Dietz
- Montage : Arthur Hilton
- Musique : Victor Young
- Genre : Drame[1]
- Production : 	Bobby Breen Productions, Principal Productions
- Pays de production :  États-Unis
- Distributeur : RKO Radio Pictures
- Durée : 72 minutes
- Dates de sortie :
  - États-Unis : 25 janvier 1939 (première à San Francisco)
  - États-Unis : 3 février 1939

## Distribution
- Bobby Breen : Tony Roma
- Leo Carrillo : Carlo Roma
- Henry Armetta : Beppo
- Lee Patrick : Stella
- Rosina Galli : Angelina
- Tommy Bupp : Rudolph
- George Humbert : Pietro
- Leon Belasco : Luigi
- Slicker, the seal : Julius